# 마분지
마분지(馬糞紙) 또는 판지(板紙)는 짚을 잘게 분리시켜 만든 종이판으로, 폼알데하이드가 없는 접착제를 추가하고 특정 방향으로 짚층을 뜨겁게 압착시켜 만든다. 마분지 개발은 1980년대 중순에 시작되었으며 캐나다의 The Alberta Research Council(오늘날의 AITF)가 p-MDI(폼알데하이드가 없는) 접착제를 사용한 마분지 제조 기술을 식별하면서 선두 지휘하였다.

## 유형
마분지의 굵기는 3~30mm(0.12~1.18인치)에서부터 시작한다.
1. OSSB1 - 범용 목적 마분지. (건설, 인테리어 꾸미기용)
2. OSSB 3 - 부하에 견디는 마분지. (높은 안정성이 요구되는 건설용)
3. OSSB DECO–독특하고 우아한 표면이 있는 다목적 마분지.